# Schronisko Jasne w Czubie Jaworzyńskiej
Schronisko Jasne w Czubie Jaworzyńskiej (Jaskinia Jasna w Czubie Jaworzyńskiej) – jaskinia, a właściwie schronisko, w Dolinie Jaworzynka w Tatrach Zachodnich. Wejście do niej znajduje się w Żlebie pod Czerwienicą, w pobliżu Jaskini w Czubie Jaworzyńskiej, na wysokości 1417 metrów n.p.m.  Długość jaskini wynosi 9 metrów, a jej deniwelacja 3,5 metrów.

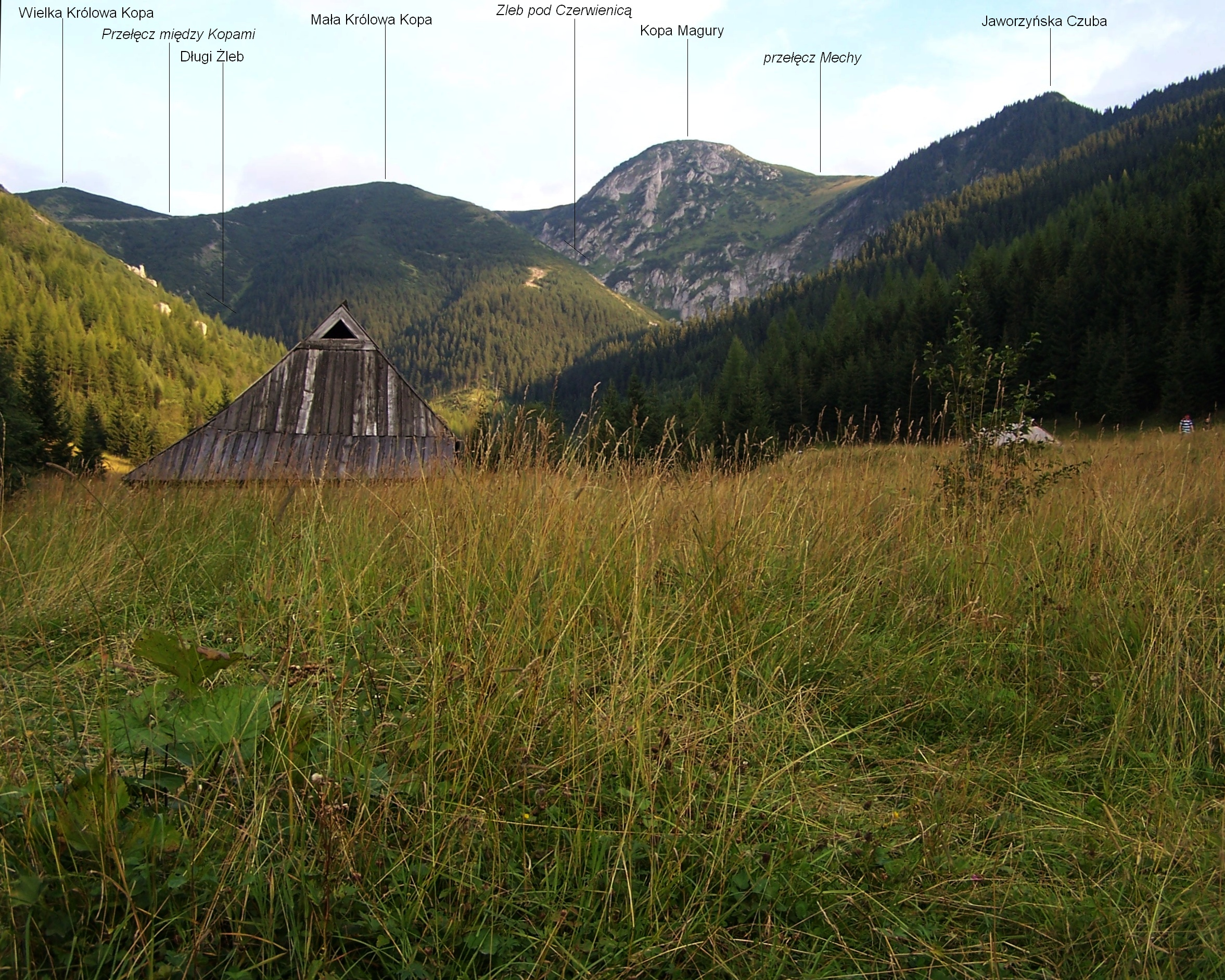
Dolina Jaworzynka. Na wprost Żleb pod Czerwienicą

## Opis jaskini
Jaskinię stanowi prowadzący stromo do góry korytarz zaczynający się w dużym otworze wejściowym i rozgałęziający się po kilku metrach. Stąd na lewo idzie korytarzyk kończący się zaraz prożkiem, na prawo zaś krótka szczelina. 

## Przyroda
W jaskini brak jest nacieków. Ściany są wilgotne, nie ma na nich roślinności.

## Historia odkryć
Jaskinia była znana od dawna. Jej pierwszy plan i opis sporządził R.M. Kardaś przy pomocy H. Wachowiak w 1979 roku.